# سعد الله آغا القلعة
سعد الله آغا القلعة (1369 - 1446 هـ/ 1950 - 2025 م) مهندس ووزير سوري، وموسيقي وباحث في التراث العربي الموسيقي، وأستاذ جامعي في كلية الهندسة، وعازف على القانون، وهو أحد أعلام النقد الموسيقي العربي.
عُيّن وزيرًا للسياحة عن فئة المستقلِّين، في أوَّل وِزارتين تُشكلان في عهد الرئيس بشار الأسد، فيما بين 13 ديسمبر 2001 و29 مارس 2011.

## ولادته وتحصيله
وُلد سعد الله بن محمد فؤاد رجائي آغا القلعة في حلب، سنة 1950. والده محمد فؤاد (1910- 1965م) طبيب أسنان وباحث في الموسيقا العربية،  كان أول مدير لإذاعة حلب، وأسس على نفقته معهد حلب الموسيقي.
بدأ سعد الله بتعلم الموسيقا في سن الرابعة، ثم درس في المعهد الذي أسَّسه والده من 1956 إلى 1966، على يد كبار أساتذة الموسيقا بحلب، ولا سيَّما الفنان شكري الأنطكلي، وعمل مدرِّسًا لآلة القانون في المعهد بعد تأميمه فيما بين عامي 1967 و1972. والتحق بكلِّية الهندسة المدنية بجامعة حلب من 1967 إلى 1972، ثم عُيِّن معيدًا في كلية الهندسة المدنية بجامعة دمشق، وأوفد إلى فرنسا لمتابعة دراسته العليا عام 1975، وحصل على شهادة (دكتوراه) في الهندسة عام 1981.

## وظائفه ومناصبه
بعد حصوله إلى الدكتوراه بدأ عمله مدرِّسًا في كلية الهندسة بجامعة دمشق لعدَّة مقرَّرات هندسية كبرمجة الكمبيوتر والإحصاء وحسابات الشبكات وبناء الخرائط.
وأسَّس وحدة المساحة والجيوديسيا الدقيقة في جامعة دمشق عام 1985، وهي وحدة متخصصة في تنفيذ الخرائط السياحية. وأدار الحاسب الإلكتروني في الكلية بين عامي 1988 و1995. وعُيِّن رئيسًا لقسم الهندسة الطبوغرافية في كلية الهندسة 1995- 2001. وحصل على مرتبة مهندس رأي في نقابة المهندسين السوريين. وشارك في تأسيس الجمعية العلمية السورية للمعلوماتية عام 1989، وبقي عضوًا في مجلس إدارتها حتى عام 2001.
قدَّم العديد من المحاضرات والحفَلات الموسيقية، وبدأ عام 1985 بتقديم البرامج التلفازية على شاشة التلفزيون العربي السوري. ومن أشهر البرامج التي أعدَّها وقدَّمها: «العرب والموسيقا»، «عبد الوهَّاب مرآة عصره»، «أسمهان»، «فريد الأطرش»، «نهج الأغاني»، «المعلوماتية». 

### وزيرًا للسياحة
عُيِّن وزيرًا للسياحة في سورية من عام 2001 إلى 2011، عن فئة المستقلِّين، فلم ينتم إلى أي حزب سياسي. وفي مدة تسلمه للوِزارة نشر العديد من الكتب والدراسات عن السياحة السورية، وحقق ارتفاعًا في عدد السياح الدوليين في سورية من 1.5 مليون سائح في عام 2001 إلى 8.6 مليون سائح عام 2010، بمعدل نمو متوسطي 15% فيما وصلت مساهمات السياحة في الناتج المحلي الإجمالي 14%.

## نشاطاته

### كتاب الأغاني الثاني
استشرف آغا القلعة أهمية الإعلام الرقمي مبكِّرًا، فأطلق عام 1992 مشروعه الذي عمل عليه لأكثر من ثلاثين عامًا، وهو مشروع «كتاب الأغاني الثاني»، عبر موقع إلكتروني وقناة على يوتيوب، مستوحى من كتاب الأغاني لأبي الفرج الأصفهاني.
غايته من وراء المشروع تأسيس نهضة موسيقيَّة عربية قائمة على تطوير قراءة تحليلية جديدة لأعمال كبار الموسيقا العربية في القرن العشرين.
ضمَّ المشروع شرحًا لأهم 100 عمل موسيقي عربي، وتحليلات مدعمة بمقاطع سمعية بصرية نادرة، ومسابقات تفاعلية لاختيار أفضل الألحان الجديدة.
وجمع المشروع بين التوثيق الموسيقي الدقيق والابتكار التفاعلي، ساعيًا إلى ربط التراث الموسيقي العربي بالتقنيات الحديثة وجعل الموسيقا الكلاسيكية أكثر قربًا من الجيل الجديد.

### نحو نهضة موسيقية عربية جديدة
أطلق سعد الله مشروع «نحو نهضة موسيقية عربية جديدة» فأقام في إطاره مسابقةً لاختيار أفضل لحن عبر منصة فيسبوك أطلقها في فبراير (شباط) 2018، وبعد التصفيات النهائية للألحان التي تم اختيارها من قبل لجنة تحكيم مختصة بالموسيقا، من أصل 31 لحنًا تم التقدم به؛ دعا آغا القلعة المتابعين للتصويت للَّحن الأفضل ليفوز بالجائزة.
ووصف آغا القلعة هذه المسابقة بأنها الأولى في العصر الحديث التي يجري التصويت عليها عبر الإنترنت بالكامل، داعيًا المتسابقين إلى إيجاد قالب جامع بين المشرق والمغرب.

## مؤلفاته

### كتب

غلاف كتاب أطلس دمشق السياحي

نشر العديد من الكتب العلمية والهندسية، منها:
1. البرمجة ومعالجة المعلومات.[14]
2. الجيوديزيا، كلية الهندسة المدنية في جامعة دمشق.
3. أطلس سورية السياحي، بثلاث لغات: العربية والإنكليزية والفرنسية عام 1989، ويتضمن الخرائط السياحية التفصيلية لسورية ولجميع مراكز المحافظات السورية، ونصوصًا حول أهم المواقع السياحية والأثرية في سورية.
4. أطلس دمشق السياحي، بثلاث لغات: العربية والإنكليزية والفرنسية عام 1992، يضم خريطة سياحية تفصيلية لدمشق، وخريطة أخرى لمدينة دمشق القديمة، مع نص كامل عن تطور المدينة عبر التاريخ، وفهارس وصور بالإضافة إلى مجموعة خرائط سياحية باللغات العربية والإنكليزية والفرنسية والألمانية والإيطالية.

### بحوث ومقالات
أشرف على العديد من أطروحات الدكتوراه ورسائل الماجستير حول توظيف نظم المعلومات الجغرافية في التخطيط الإقليمي السياحي والعام.
كما نشر عددًا من البحوث والمقالات المتعلقة بالموسيقا والتقانة في مجلات علمية كمجلة العربي ومجلة المعرفة، تميز فيها باستعماله التقنية في معالجة الفن، ومن هذه المقالات:
1. الموشحات والقدود حلبية أم حمصية؟، العربي، مايو 1989.
2. نظرية الأجناس الموسيقية المتداخلة، بحث مقدَّم لمؤتمر القاهرة للموسيقا العربية عام 1992.
3. مستقبل الموسيقا العربية، دراسة ألقِيَت في البحرين خلال فعاليات يوم الموسيقا العالمي 1994.
4. الموسيقا العربية وعلاقتها بالحاسب الإلكتروني، بحث مقدَّم لمؤتمر القاهرة عام 1996.
5. المعالجة بالموسيقا عند العرب، المعرفة، يناير 2013.
6. النقد ودوره في تحريض الإبداع "الموسيقا العربية أنموذجًا"، المعرفة، أبريل 2015.
7. نحو موسيقا عربية متقنة ومعاصرة، المعرفة، أغسطس 2015.
8. الارتجال في الموسيقا العربية، المعرفة، سبتمبر 2015.
9. التأثيرات المتناقضة لتقانات القرن الحادي والعشرين على الأفراد والمجتمعات، المعرفة، أكتوبر 2015.
10. فريد الأطرش والعود: تجربة ثرية ووفية، المعرفة، نوفمبر 2015.
11. هل كانت الموسيقا رابع العلوم الأساسية اللازمة لفهم الكون عند اليونان.. أم كانت، بالنتيجة، غايتها ومنتهاها، المعرفة، ديسمبر 2015.
12. توظيف الألحان ظاهرة قديمة تستحق أن تدرس، المعرفة، فبراير 2016.

وكتَب د. سعد الله آغا القلعة سبعة نصوص باللغة الإنكليزية عن شخصيات موسيقية سورية لموسوعة غروف (GROVE) الموسيقية العالمية، تناولت تلك النصوص حياة وفن كل من (أحمد أبو خليل القباني) للمسرح الغنائي، (عمر البطش) للتلحين، (علي الدرويش) للتدريس والتوثيق والبحث، (فؤاد رجائي) لرعاية الموسيقا ونشرها، (صباح فخري) للغناء، (أسمهان) للغناء، ( فريد الأطرش) للغناء والتلحين وعزف العود.

## جوائزه وتكريمه
- حاز برنامج (عبد الوهاب مرآة عصره) على الكارتوش الفضي في مهرجان القاهرة للتلفزيون عام 1993.
- حاز لقب أفضل مقدِّم برامج عربي عن برنامج (أسمهان)، في استفتاء لمجلة الرياضة والشباب في دبي عام 1996.
- نال الميدالية الذهبية لأفضل تقديم برامج تلفازية عن برنامج (نهج الأغاني)، في مهرجان القاهرة للإذاعة والتلفزيون، عام 1996.
- نال جائزة الباسل للإنتاج الفكري في سورية، حلب، عام 1999.
- كُرِّم في حفل افتتاح الدورة الثامنة لمؤتمر ومهرجان الموسيقا العربية في القاهرة، وكان أول موسيقي وباحث موسيقي غير مصري يكرَّم في المؤتمر، عام 1999.
- كُرِّم في حفل افتتاح الدورة السابعة عشرة لمؤتمر ومهرجان الموسيقا العربية في القاهرة عام 2008.
- نال جائزة زِرياب الدَّولية في الموسيقا عام 2016.[16]

## من أقواله
- | سعد الله آغا القلعة | العلم والموسيقى عندي ليسا عالَمَين متوازيَين، بل هما مكمِّلان بعضهما بعضًا | سعد الله آغا القلعة |

## كتب عنه
- بحث علمي بعنوان (الاستفادة من موسوعة "كتاب الأغاني الثاني" للدكتور سعدالله آغا القلعة في تدريس مادة تذوق الموسيقى العربية) من تأليف: إيهاب حامد عبد العظيم، وأحمد بديع محمد، وأماني عبد الشهيد سعيد، نشر في مجلة دراسات وبحوث التربية النوعية، جامعة الزقازيق، مصر، أبريل 2022.[17]
- قال عنه المايسترو السوري نزيه أسعد: «الراحل سعد الله آغا القلعة امتلك في شخصه إمكانياتٍ علمية ونظريات موسيقية خاصة به، وقد وظّف ثقافته الهندسية في توثيق الأعمال الغنائية، وساهم سنين طويلة في تحليل علمي لها مستخدماً تقنياتِ المعلومات التي طبقها على الأعمال الموسيقية السورية والعربية».[18]

## أسرته
تزوَّج بالسيدة عائدة ملاح، ولهما بنت وابنان، هم: الدكتورة هلا، والدكتور فادي، وطارق.

## وفاته

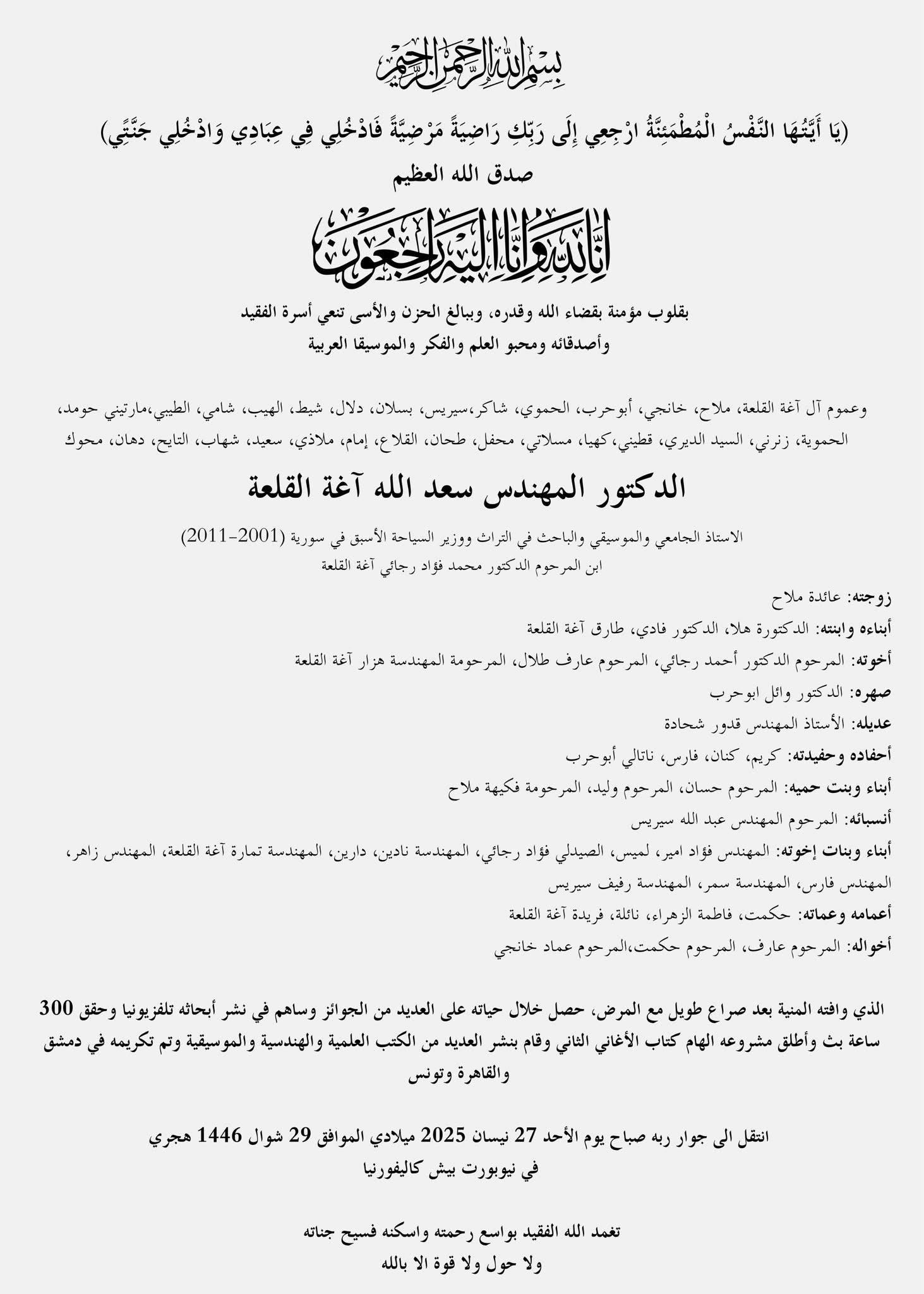
ورقة نعي الدكتور المهندس سعد الله آغا القلعة

توفي سعد الله آغا القلعة في نيوبورت بيش بكاليفورنيا، مساء يوم الأحد 29 شوَّال 1446هـ الموافق 27 أبريل 2025م، عن عمر ناهز خمسة وسبعين عامًا، بعد صراع طويل مع المرض.

## وصلات خارجية
- موقع الدكتور سعد الله آغا القلعة
- مقالات سعد الله آغا القلعة، أرشيف الشارخ